# 정한아
정한아(1982년~)는 대한민국의 소설가이다.

## 수상 내역
- 2005년: 제4회 대산대학문학상
- 2007년: 제12회 문학동네작가상
- 2016년: 통영시문학상 김용익 소설 문학상
- 2019년: 제24회 한무숙문학상